# Change (sång)
Change, singel av Tears for Fears, utgiven i januari 1983. Det var gruppens fjärde singel och den andra från albumet The Hurting som blev en hit med en 4:e plats på den engelska singellistan. Liksom föregångaren Mad World blev den även en internationell framgång.

## Låtförteckning
7" Singel
1. Change (3:52)
2. The Conflict (4:02)

12" Singel
1. Change (Extended Version) (5:54)
2. Change (3:52)
3. The Conflict (4:02)

## Listplaceringar
| Lista (1983)   | Topplacering |
| -------------- | ------------ |
| Nederländerna  | 32           |
| Nya Zeeland    | 36           |
| Storbritannien | 4            |

### Fotnoter
1. ↑  ”Listplacering”. http://dutchcharts.nl/showitem.asp?interpret=Tears+For+Fears&titel=Change&cat=s. Läst 24 september 2011.
2. ↑  ”Listplacering”. Arkiverad från originalet den 23 oktober 2012. https://web.archive.org/web/20121023235746/http://charts.org.nz/showitem.asp?interpret=Tears+For+Fears&titel=Change&cat=s. Läst 24 september 2011.
3. ↑  ”Listplacering”. Arkiverad från originalet den 25 maj 2012. https://archive.is/20120525170643/http://www.chartstats.com/release.php?release=10208. Läst 24 september 2011.